# Beta Boötis
Beta Boötis (Nekkar, Meres, 42 Boötis) é uma estrela na direção da Boötes. Possui uma ascensão reta de 15h 01m 56.79s e uma declinação de +40° 23′ 26.3″. Sua magnitude aparente é igual a 3.49. Considerando sua distância de 219 anos-luz em relação à Terra, sua magnitude absoluta é igual a −0.64. Pertence à classe espectral G8III.